# Anton Peter Příchovský von Příchovice

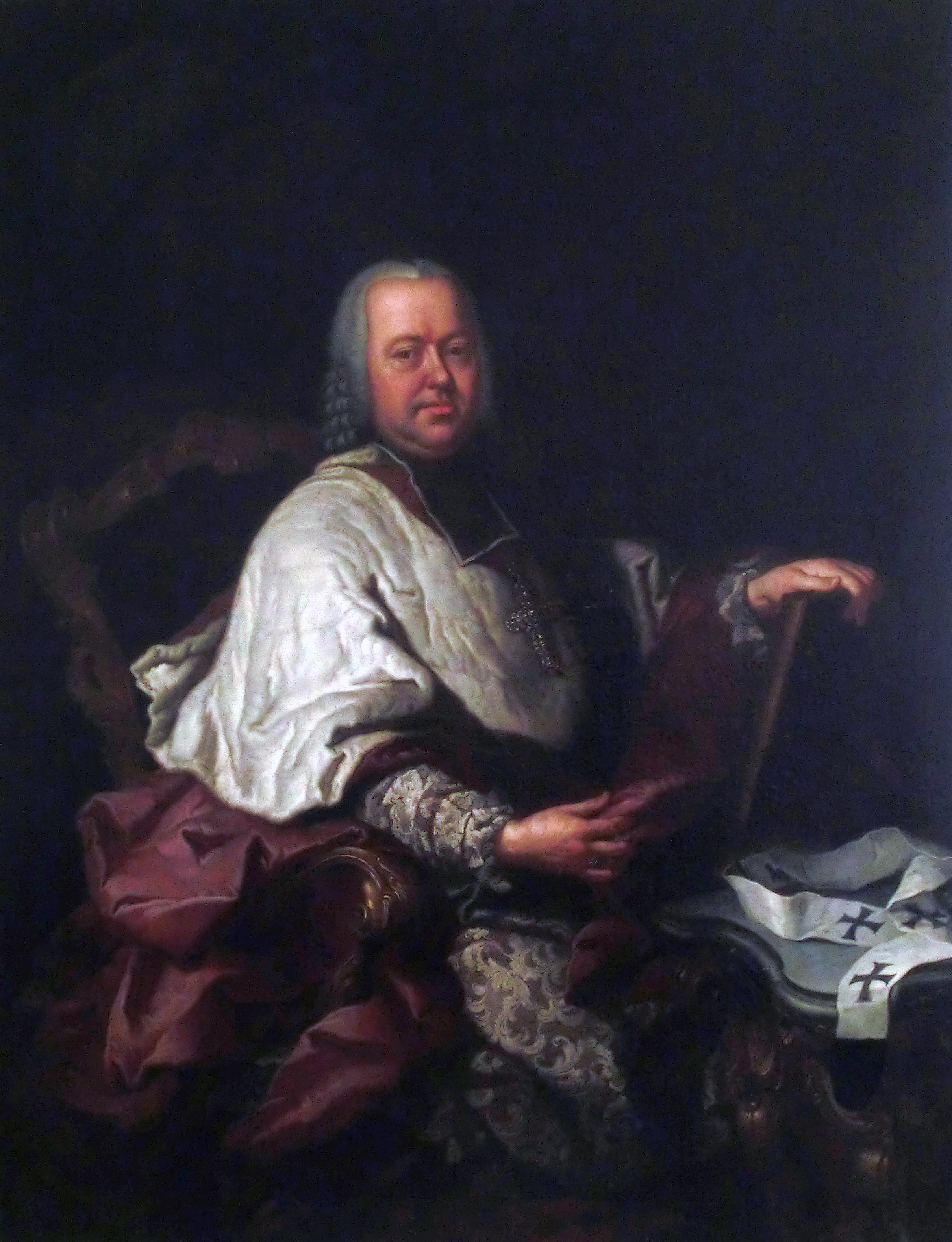
Antonín Petr Příchovský von Příchovice

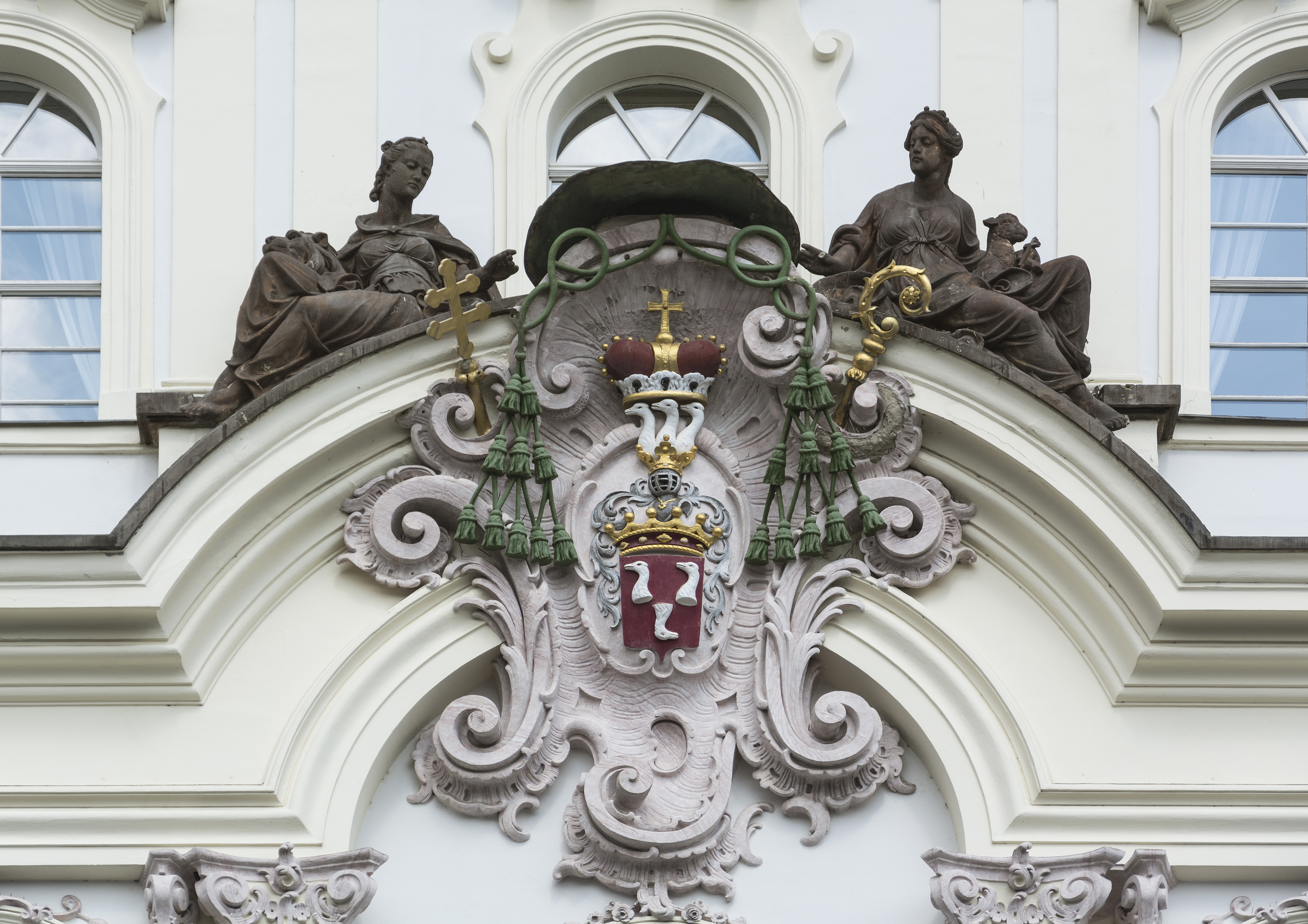
Wappen Příchovský am Erzbischöflichen Palais in Prag

Anton Peter Graf Příchovský von Příchovice (deutsch Przichowsky von Przichowitz) (* 28. August 1707 in Schweißing; † 14. April 1793) war der 21. Erzbischof von Prag.

## Leben und Wirken
Příchovský entstammte einem alteingesessenen westböhmischen Adelsgeschlecht. Er studierte Theologie in Rom und Prag. Im Jahre 1731 empfing er die Priesterweihe und promovierte an der Karls-Universität Prag zum Doktor der Theologie. Am 19. November 1752 wurde er zum bischöflichen Koadjutor und Amtsnachfolger ernannt sowie zum Weihbischof in Prag und Titularbischof von Hemesa berufen.
Von 1754 bis 1763 war Příchovský Bischof von Königgrätz. Nach dem Tode des Prager Erzbischofs Johann Moritz Gustav von Manderscheid-Blankenheim wurde Příchovský dessen Nachfolger und am 13. Mai 1764 inthronisiert.
Während seiner Amtszeit erfolgte die Errichtung des neuen Erzbischöflichen Palais auf dem Hradschiner Platz, das bis heute in seiner damaligen Form erhalten ist.
Seine letzte Ruhestätte fand er im Veitsdom.